# Kerala grisea
Kerala grisea är en fjärilsart som beskrevs av George Francis Hampson 1912. Kerala grisea ingår i släktet Kerala och familjen trågspinnare. Inga underarter finns listade i Catalogue of Life.